# Crisis de los refugiados rohinyá de 2015
La crisis de los refugiados rohinyás, producida en el año 2015 y bautizada por los medios internacionales como «refugiados del mar», se refiere a la migración masiva de miles de rohinyás desde Birmania y Bangladés. Casi todos los que han huido han viajado a los países del sudeste asiático, tales como: Malasia, Indonesia y Tailandia. Lo han hecho utilizando barcas poco seguras, y atravesando las aguas del estrecho de Malaca y el mar de Andamán.
El Alto Comisionado de las Naciones Unidas para los Refugiados estima que alrededor de 25. 000 personas se embarcaron entre enero y marzo del año 2015, todos ellos impulsados por los traficantes de personas. Se afirma que, después de que los traficantes los abandonaran a la deriva, mientras estaban viajando, alrededor de 100 personas murieron en Indonesia, otras 200 en Malasia y 10 en Tailandia.
En octubre de 2015, los investigadores del International State Crime Iniciative (ISCI) de la Universidad Queen Mary de Londres publicaron un informe basado en documentación filtrada del Gobierno, que pone al descubierto una creciente «guetificación, matanzas ocasionales y restricciones a la circulación» de los rohinyás. Los investigadores sugieren que el Gobierno de Birmania se encuentra en las últimas fases de un procedimiento organizado para poner fin al  genocidio perpetrado contra los rohinyás . Por ello, ha apelado a la comunidad internacional para que coopere en la resolución de la situación.

## Antecedentes
El pueblo rohinyá es un grupo minoritario musulmán que se encuentra en el estado de Rakáin (Birmania), antiguamente conocido como Arakán.  Profesan una variante de la religión suní y son considerados «personas apátridas» debido a que el gobierno de Birmania no los reconoce como uno de los grupos étnicos del país. Por esta razón no cuentan con la protección legal del gobierno y, como consecuencia, se les considera meros refugiados procedentes de Bangladés. La realidad de este colectivo dentro del país debe enfrentarse a feroces ataques— a veces se les identifica con uno de los pueblos más perseguidos de la tierra. Para poder huir de la nefasta situación que atraviesan en Birmania, los rohinyá tratan de entrar ilegalmente a los países del sudeste asiático para poder pedir la asistencia humanitaria de un posible país que los acoja.
Según los historiadores, «el pueblo rohinyá vive en Arakán (refiriéndose a la actual Rakáin) desde tiempos inmemoriales» Los británicos ocuparon Birmania durante 100 años (1824-1948) y ya en ese momento gran cantidad de trabajadores se desplazaban desde Birmania hacia la India y Bangladés; teniendo en cuenta que este país se formó en 1971 como consecuencia de la partición de India y Pakistán en 1947. Según la organización Human Rights Watch (HRW,‘Observatorio de los Derechos Humanos’), estos movimientos migratorios se consideraron flujo interior ya que los ingleses administraron Birmania como si se tratara de una provincia de la India. Sin embargo, la población autóctona vio todo este tránsito de trabajadores de manera negativa.  No obstante, con la independencia de Birmania en 1948, el gobierno local declaró las migraciones ilegales y, por consiguiente, denegó la ciudadanía a la población rohinyá. De esta manera, se aprobó la Ley de Ciudadanía Nacional en la que no se incluyó a los rohinyás.  En 1982 se aprobó una nueva ley de ciudadanía que volvió a excluir a los rohinyá de la lista de las 135 grupos étnicos que existían en el país. Asimismo, la ley establecía tres niveles de nacionalidad diferentes y para obtener el más bajo (la naturalización) se necesitaban pruebas de haber tenido familia residiendo en Birmania desde antes del año 1948. Lo más común era que los rohinyás no poseyeran los documentos necesarios porque a sus familias se les había denegado la ciudadanía desde un principio. En los años 70 las fuerzas armadas de Birmania aplicaron mano dura contra los pueblos rohinyá propiciando que huyeran del país. Todo este asunto ha desencadenado que los rohinyás sean, a ojos de los budistas de Birmania, bengalíes ilegales.
El 1 de mayo de 2015 se encontraron 32 tumbas de poca profundidad una montaña remota en Tailandia, concretamente, en un área conocida como “zona de espera” para los migrantes ilegales antes de que se traficara con ellos en la frontera de Malasia. Según la prensa tailandesa, se encontró vivo a un inmigrante de origen Bangladés en una de las tumbas y más tarde recibió atención médica en un hospital cercano. No obstante, el 22 de mayo de 2015 la marina birmana rescató a 208 migrantes en el mar que confirmaron que venían de Bangladés. Posteriormente a este incidente, las protestas de grupos nacionalistas inundaron la capital pidiendo a la comunidad internacional que dejara de culpar a Birmania de la crisis de los rohinyá.
El 1 de mayo de 2015 se encontraron 32 tumbas de poca profundidad una montaña remota en Tailandia, concretamente, en un área conocida como “zona de espera” para los migrantes ilegales, antes de que los introdujeran ilegalmente en Malasia. Según la prensa tailandesa, se encontró vivo a un inmigrante de origen bangladés en una de las tumbas y más tarde recibió atención médica en un hospital cercano. No obstante, el 22 de mayo de 2015 la marina birmana rescató a 208 migrantes en el mar que confirmaron que venían de Bangladés. Posteriormente a este incidente, las protestas de grupos nacionalistas inundaron la capital pidiendo a la comunidad internacional que dejara de culpar a Birmania de la crisis de los rohinyá.
El 24 de mayo de 2015, la policía birmana descubría 139 tumbas sospechosas en una serie de campos abandonados que usaban los traficantes de humanos en la frontera con Tailandia, donde se creía que se retuvo a los rohinyá musulmanes que huían de Birmania.
El grupo étnico dominante de la región, los habitantes de Rakáin, rechazan la etiqueta de “rohinyá”. Hay leyes específicas para esta población que imponen restricciones en “el matrimonio, la planificación familiar, el empleo, la educación, la libertad de culto y la libertad de circulación” (Albert 3). Los ciudadanos de Birmania sufren también una pobreza generalizada, con más del 78% de las familias malviviendo por debajo del umbral de la pobreza. Las tensiones entre los rohinyá y otros grupos religiosos han terminado en un conflicto. La violencia y los disturbios empezaron en 2012, cuando un grupo de hombres rohinyá fue acusado de violar y matar a una mujer budista (Albert 4). Los nacionalistas budistas se vengaron mediante asesinatos y quemando las casas de los rohinyá. La respuesta de la comunidad internacional fue denunciar esta “campaña de limpieza étnica.” Los rohinyá fueron desplazados a campos de concentración y hoy en día aún más de 120.000 siguen viviendo allí. En 2015 “un grupo de hombres del poblado de Du Chee Yar masacró a más de 40 rohinyás del poblado, según confirmó la ONU. Entre las conclusiones los hallazgos estaban se encontraron 10 cabezas, incluyendo la de niños, metidas en un tanque de agua” (Westcott 1).

## Estadísticas
En Bangladés residen 32 000 refugiados registrados de Rohinyá que están alojados en dos campos del sudeste, en el distrito de Cox's Bazar. La Agence France-Presse (AFP) informó en mayo de 2015 que otros 300 000. refugiados no registrados de Rohinyá vivían en Bangladés, muchos de ellos cerca de los dos campos oficiales de refugiados.
Según la agencia de información Reuters, más de 140 000. de los estimados 800 000 a 1 100 000 rohinyás se han visto obligados a buscar refugio en campamentos de desplazados después de los amotinamientos ocurridos en 2012 en Rakáin. Se estima que, con el objetivo de escapar de la violencia y la persecución sistemática de Birmania, alrededor de 100 000. personas han huido desde entonces. A finales de mayo de 2015 han sido rescatados o han llegado hasta la orilla unos 3 000 o 3 500 refugiados rohinyás, que viajaban desde Birmania y Bangladés a otros países del sudeste de Asia. Sin embargo, se creía que varios millones de ellos estaban atrapados a la deriva, con poca comida y agua.
Desde el año 2014 el número de refugiados de Rohinyá se ha incrementado de manera significativa en los EE. UU. En 2015 el número de refugiados birmanos ha pasado de 650 a 2573. En 2016 llegaron otros 2173 birmanos. El presidente Obama eliminó las sanciones que inicialmente se impusieron a Birmania, lo que facilitó la ayuda a más refugiados por parte de los EE. UU.

## Respuestas
Malasia
En un principio, Malasia se negó a proporcionar cualquier tipo de refugio a las personas que llegaban a su costa, pero aceptaron “proporcionar suministros y enviárselos”. Posteriormente, Malasia e Indonesia aceptaron proporcionar refugio temporal a los rohinyás.
Indonesia
Indonesia, paralelamente con Malasia, aceptó proporcionar refugio temporal a los rohinyás.
La ministra de Asuntos Exteriores de Australia, Julie Bishop, afirmó que Indonesia creía que solo un 30% o un 40% de aquellos que estaban en el mar eran rohinyás, casi todos los demás eran “trabajadores ilegales” de Bangladés.
Tailandia
Tailandia afirma que proporcionará ayuda humanitaria y no rechazará a los barcos que quieran entrar en sus aguas.
Filipinas
En 2015, bajo el mandato del presidente Noynoy Aquino, el gobierno de Filipinas expresó su deseo de proporcionar asilo para más de 3000 personas que vinieran en barco desde Birmania o Bangladés. Como firmante de la Convención de 1951 sobre el Estatuto de los Refugiados, el país cumple las órdenes de la ley internacional y proporcionará ayuda a los refugiados. El Palacio de Malacañán también apuntó en una declaración que esto cumplía la acogida y la ayuda del país para los vietnamitas que llegaban en barco huyendo de Vietnam a finales de los años 70.
Gambia
El gobierno de Gambia también expresó su inquietud y quiso acoger a las personas desamparadas que llegaban en barco alegando que “es un deber sagrado ayudar a aliviar las incalculables dificultades y sufrimientos que los demás seres humanos tienen que afrontar”.
Bangladés
La primera ministra de Bangladés, Sheikh Hasina, llamó a los emigrantes económicos de su país “enfermos mentales” y dijo que podrían tener mejor vida en Bangladés, además se quejó de que desprestigiaban al país al marcharse
Poco después, el Gobierno de Bangladés anunció planes para reubicar a los 32 000 refugiados rohinyás registrados que habían pasado años en campos cerca de la frontera de Birmania (los otros 200 000 refugiados sin registrar no entraban oficialmente en el plan de reubicación del gobierno). Inicialmente, Thengar Char, una isla a 29 km al este de la Isla Hatia fue aparentemente seleccionada para la reubicación. Un informe posterior dejó la ubicación como 200 hectáreas seleccionadas en la Isla Hatia, un viaje de 9 horas por tierra y mar desde los campos.
Mohammad Islam, un líder rohinyá que vive en uno de los campos, pidió al gobierno de Bangladés que lo reconsideraran y mencionó sufrimientos extensos ya soportados por los rohinyás desplazados. Además, insistieron en que querían que el gobierno de Bangladés y las organizaciones internacionales resolvieran el futuro de los rohinyás mientras permanecían en los campos actuales. La agencia de la ONU para los Refugiados que han estado ayudando a los campos de los refugiados desde 1991, dijo que una reubicación de este tipo debería ser voluntaria si desean que se realice con éxito.
India
La India se negó a dejar que los refugiados rohinyás entraran en su país porque suponía amenazas de seguridad nacional. Sin embargo, se constató que alrededor de 40.000 inmigrantes rohinyás se han acogido en Assam, Bengala Occidental, Yamu y Cachemira. Las noticias crearon descontento entre el público que pensaron que los asentamientos de los musulmanes de Rohinyá en Yamu cambiarían la demografía de la mayoría Hindú y podrían conducir a la violencia en un futuro haciendo referencia al éxodo de los hindúes de Cachemira por los musulmanes de Cachemira anteriores. La presencia de los musulmanes de Rohinyá en Yamu se considera como una cuestión delicada para la seguridad india. Los sistemas de seguridad indios opinaron que “que si algunos rohinyás simpatizan con algunas ideologías de los grupos militantes podrían ser activos en Yamu, Delhi, Hyderabad y Mewat, además podrían ser una posible amenaza para la seguridad interna”.
El 7 de septiembre de 2017, Kiren Rijiju, el nuevo ministro de Interior dijo “todos los refugiados rohinyás son inmigrantes ilegales y serán deportados”. No obstante, se negó a decir cuándo, dónde y cómo sería. La declaración provocó la crítica de las Naciones Unidas, la cual Rijiju respondió diciendo “India tiene el mayor número de refugiados de todo el mundo, por lo tanto, la India no necesita sermones sobre la crisis de refugiados y su control”. El 10 de septiembre de 2017, el Ministerio de Asuntos Exteriores a petición del Gobierno de Bangladés instó al Gobierno de Birmania mediante una respuesta oficial para terminar la violencia, restablecer la normalidad en el Estado, y “actuar moderadamente” con el problema en el Estado de Rakáin, mientras los refugiados huyeran a los países vecinos.
Los musulmanes rohinyás también han presentado una petición para amenazar la decisión de los gobiernos indios de deportarlos. La Corte Suprema de India indicó que escuchará los argumentos basándose solo en aspectos jurídicos y rogó evitar argumentos sentimentales teniendo en cuenta que el problema tiene que ver con la causa humanitaria. La última vez que la Corte tuvo una audiencia sobre el caso fue el 3 de octubre y fijó la siguiente (audiencia) para el 13 de octubre. Tushar Mehta, abogado del Gobierno indio, comunicó al tribunal durante la última audiencia que los refugiados rohinyás aportarán presión económica a la población y también, a causa de las actividades militantes contra el gobierno de Birmania, puede plantear una amenaza de seguridad en una situación de beligerancia ya existente y predominante desatada en India por tal organización ideológica.
La crisis de los refugiados rohinyás se ha convertido en un grave problema para India y Bangladés. La población que huye culpa a las fuerzas de seguridad de Birmania por quemar sus pueblos, violaciones y matanzas en masa. Además, la población rohinyá musulmana no forma parte de un Estado ya que Birmania les rechazó la ciudadanía. Birmania no quiere el 1,1 millón de población rohinyá porque son considerados como inmigrantes ilegales de Bangladés. Debido a la crisis, los refugiados están entrando en territorios bangladesí e indios por medios ilegales. El secretario de exteriores Md. Shahidul Haque dijo “Esperamos resolver el problema pacíficamente y creemos que la comunidad internacional lo apoyará, especialmente nuestro amigo cercano, India.”
Después de que Bangladés informara a India del problema emergente de los refugiados rohinyás, India extendió su apoyo con la “Operación Insaniyat”. La palabra Insaniyat es una palabra urdú, que significa “humanidad” en español. el 14 de septiembre, como respuesta a la crisis, el Gobierno de India empezó la “Operación Insaniyat” como ayuda humanitaria al Gobierno de Bangladés para controlar el gran flujo de refugiados rohinyás. El Ministerio de Asuntos Exteriores indio aseguró que India ofrecerá de forma gratuita comida, mosquiteras y asistencia técnica a los refugiados rohinyás en Bangladés.
Bajo la “Operación Insaniyat”, un grupo de voluntarios sijs de Khalsa procedentes de la India alcanzaron la frontera entre Bangladés y Birmania y distribuyeron Langar (Sijismo) a miles de refugiados que vivían en campos de concentración. El 14 de septiembre, los voluntarios prepararon comida para aproximadamente 35.000 refugiados. El gobierno indio también envió 53 toneladas de materiales de socorro como pasta instantánea, sal, galletas, mosquiteras, azúcar, etc. Los materiales de socorro fueron llevados por la fuerza aérea india a Chittagong, el 14 de septiembre de 2017.

## Estados Unidos
El Departamento de Estado de los Estados Unidos expresó su intención de colaborar en las medidas internacionales con respecto a los refugiados de Rohinyá.
El 2 de junio de 2015, el presidente de los EE. UU. Barack Obama que actualmente es como actual Expresidente de los EE. UU., instó a Birmania a que pusiera fin a la discriminación que padece la minoría rohinyá.
Desde el año 2012, los Estados Unidos han permitido la entrada de 13.000 refugiados birmanos. Chicago, la sede de la asociación Refugee One, presenta una de las mayores poblaciones de rohinyás en los Estados Unidos. Sin embargo, aún después de que los refugiados encontraran seguridad en Chicago, todavía tienen que enfrentarse a una vida difícil. Los hijos de los inmigrantes que acaban de llegar, y que no tienen a sus padres con ellos, son una presa fácil de reclutar para los pandilleros de Chicago.
«Cuando seleccionamos un vecindario tenemos que analizar cuidadosamente la tasa de criminalidad y el índice de reclutamiento pandillero, ya que la mayoría de refugiados tienen niños.» (Mclauglin1).